# Sun Quan

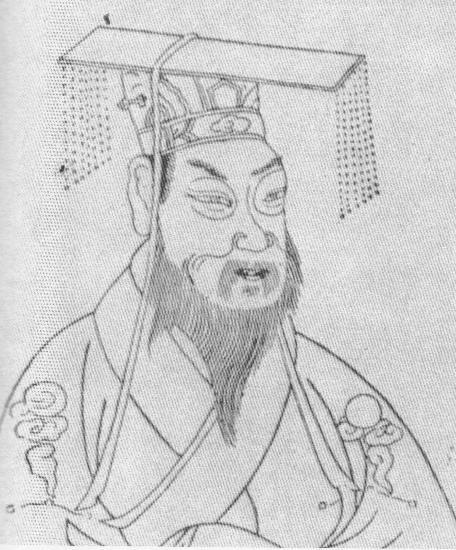
Sun Quan

Sun Quan (Chinês tradicional: 孫權, Chinês simplificado: 孙权)  (5 de julho de 182 - 18 de maio de 252) foi o fundador da dinastia Wu Oriental durante o período dos três reinos. Governou de 200 a 222 como Wu Wang (Rei/Príncipe de Wu) e de 222 a 252 como imperador da dinastia Wu, foi antecedido no trono pelo imperador Cao Pi do Reino de Wei e seguido por Feidi.

## Biografia
O filho mais novo de Sun Jian e o sucessor de Sun Ce. Aos 17 anos, assumiu o reino de Wu devido a morte repentina de ambos. Destacou-se na Batalha de Chi Bi quando ele e Liu Bei aliaram-se para derrotar Cao Cao. Sofreu uma fragorosa derrota em He Fei e quase foi morto pelas tropas de Cao Cao, sendo salvo por seu grande amigo e protetor, Zhou Tai. Graças as estratégias de Lu Xun, ele saiu vencedor na batalha de Yi Ling, onde atingiu seu ponto máximo como imperador. Após isso, tornou-se imperador da dinastia Wu. Ele terminou o trabalho que seu irmão tinha começado, trazendo a estabilidade ao reino de Wu.